# Estación de Alfafar-Benetúser
Alfafar-Benetúser (en valenciano y según Adif Alfafar-Benetússer) es una estación ferroviaria situada en el municipio español de Benetúser colindando con el de Alfafar, ambos de la provincia de Valencia, Comunidad Valenciana. Forma parte de las líneas C-1 y C-2 de cercanías Valencia operadas por Renfe

## Situación ferroviaria
La estación, que se encuentra a 14,1 metros de altitud, forma parte de los siguientes trazados:
- Línea férrea de ancho ibérico Madrid-Valencia, punto kilométrico 107,6.[2]
- Línea férrea de ancho ibérico Alfafar-Valencia Fuente San Luis, punto kilométrico 0,0.[2]

## Historia
La estación fue inaugurada el 24 de octubre de 1852 con la apertura del tramo Silla-Valencia de la línea que pretendía unir Valencia con Játiva. Las obras corrieron a cargo de la Compañía del Ferrocarril de Játiva a El Grao de Valencia. Posteriormente dicha compañía pasó a llamarse primero Compañía del Ferrocarril de El Grao de Valencia a Almansa y luego Sociedad de los Ferrocarriles de Almansa a Játiva y a El Grao de Valencia hasta que finalmente, en 1862 adoptó el que ya sería su nombre definitivo y por ende el más conocido: el de la Sociedad de los Ferrocarriles de Almansa a Valencia y Tarragona o AVT tras lograr la concesión de la línea que iba de Valencia a Tarragona. En 1941, tras la nacionalización del ferrocarril en España la estación pasó a ser gestionada por la recién creada RENFE.
Desde el 31 de diciembre de 2004 Renfe Operadora explota la línea mientras que Adif es la titular de las instalaciones ferroviarias.

## Servicios ferroviarios

### Cercanías
Los trenes de cercanías de las líneas C-1 y C-2 de cercanías Valencia tienen parada en la estación.
| procedencia/destino | < estación     | Línea   | estación > | destino/procedencia             |
| ------------------- | -------------- | ------- | ---------- | ------------------------------- |
| Valencia-Norte      | Valencia-Norte |         | Masanasa   | Gandía / Playa y Grao de Gandía |
| Valencia-Norte      | Valencia-Norte | Mogente | Masanasa   |                                 |

### Media Distancia
Algunas de las relaciones que unen Valencia con Alcoy se detienen en Alfafar-Benetúser.
| Línea MD | Trenes   | Origen/Destino |  | Destino/Origen |
| -------- | -------- | -------------- |  | -------------- |
| 47       | Regional | Valencia       |  | Alcoy          |